# Asamblea Nacional de Serbia
La Asamblea Nacional de la República de Serbia (serbio: Narodna skupština Republike Srbije, cirílico: Народна скупштина Републике Србије) es el parlamento unicameral de Serbia.
La Asamblea Nacional ejerce el poder legislativo supremo. Adopta y modifica la constitución, elige al gobierno, nombra y destituye a los jueces de la Corte Constitucional, presidente de la Corte Suprema de Casación, gobernador del Banco Nacional de Serbia y otros funcionarios estatales. Todas las decisiones se toman por mayoría de votos de los diputados en la sesión a la que están presentes la mayoría de los diputados, excepto por modificar la constitución, cuando se necesita una mayoría cualificada de dos tercios.

## Historia
Las primeras asambleas se celebraron desde principios del siglo XIX hasta 1858. Las reuniones eran convocadas ya sea por el príncipe o por el Consejo cuando lo consideraban conveniente. También se celebró durante la Primera y Segunda Insurrección Serbias de 1804 y 1815. Los participantes en estas asambleas, salvo raras excepciones, eran invitados por el príncipe o por el Consejo, y no elegidos por el pueblo. Estas eran casi siempre celebradas a cielo abierto, y miles de personas podían asistir. En una de ellos, la Asamblea Sretenje, que se celebró el día de la fiesta de la Iglesia Ortodoxa Serbia (Sretenje, Presentación de Jesús), se ratificó la primera constitución en Serbia. A principios de septiembre de 1842, los "defensores de la Constitución" (ustavobranioci), ayudados por la Asamblea, depusieron al príncipe Mihailo y lo sustituyeron por Aleksandar Karađorđević. Dieciséis años más tarde, en la Asamblea del Día de San Andrés, se produjo un golpe de Estado dinástico y volvió la dinastía Obrenović al trono.

## Competencias
Las competencias de la Asamblea Nacional están definidas por la Constitución de Serbia en los artículos del 98 al 110:
- adoptar y enmendar la Constitución;

- decide sobre los cambios relacionados con las fronteras de Serbia;

- dedide sobre la convocatoria a referéndums nacionales;

- ratifica los contratos internacionales cuando la obligación de su ratificación está estipulada en la Ley;

- decide sobre declarar la guerra y hacer la paz y declara el estado de guerra o emergencia;

- supervisa el trabajo de los servicios de seguridad;

- promulga leyes y otros actos generales;

- otorga consentimiento previo al estatuto de la provincia autónoma;

- adopta una estrategia de defensa;

- adopta un plan de desarrollo y un plan de desarrollo territorial;

- adopta el presupuesto y el balance de fin de año, a propuesta del gobierno;

- concede amnistía por delitos penales;

- elige al Gobierno, supervisa su trabajo y decide la expiración del mandato del gobierno y de los ministros;

- nombra y destituye a los jueces de la Corte Constitucional;

- nombra al presidente de la Corte Suprema de Casación, los presidentes de los tribunales, los fiscales y los jueces;

- nombra y destituye al gobernador del Banco Nacional de Serbia y supervisa su trabajo;

- nombra y destituye a los demás funcionarios que establezca la Ley.

Además desempeña otras funciones previstas por la Constitución y la Ley.

## Elecciones
Las elecciones parlamentarias están reguladas por la Constitución. Las mismas se celebran después de que el plazo de cuatro años de la Asamblea anterior ha caducado, pero también se puede celebrar antes si la Asamblea desestima al Gobierno, el gobierno renuncia o la asamblea electa no puede llegar a la mayoría para elegir un nuevo gobierno. Las elecciones son convocadas por el presidente, 90 días antes de que finalice el mandato de la Asamblea Nacional, de modo que las elecciones finalicen en los 60 días siguientes. 
Las elecciones son realizadas por representación proporcional con listas de partidos cerradas, en dónde todo el país es un distrito electoral. Los 250 escaños se distribuyen entre las listas utilizando el método D'Hondt.  Hay un umbral electoral de votación del 3% para todas las listas de partidos excluyendo las listas de minorías étnicas.
Después de las elecciones, la primera sesión de la nueva Asamblea es convocada por presidente de la asamblea saliente, de modo que la sesión se celebra a más tardar 30 días a partir del día de la proclamación de los resultados oficiales de la elección.

## Edificio

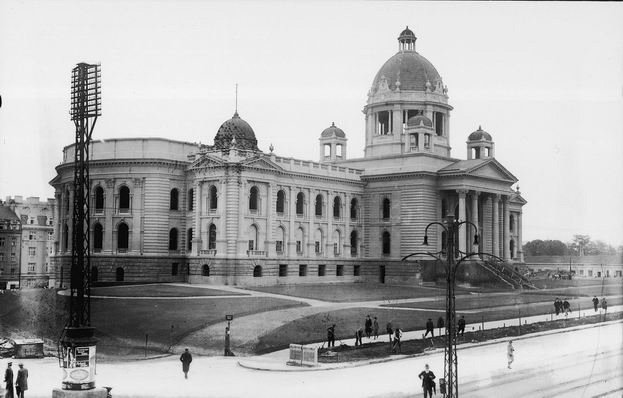
Edificio de la Asamblea en 1920.

El edificio del Parlamento se encuentra en el centro de la ciudad de Belgrado, en la plaza Nikola Pašić. El edificio aparece en el billete serbio de 5000 dinares. El Parlamento de Serbia se trasladó a este edificio el 23 de julio de 2006, una vez que Serbia pasó a ser la única república que componía el estado. Antes de convertirse en el Parlamento de Serbia, el edificio albergó el Parlamento de Yugoslavia, que en anteriores épocas se ubicó en otro edificio en la calle Kralja Milana. 
La construcción del edificio comenzó en 1907, y el rey Pedro I de Serbia puso la primera piedra. El mismo se basó en un diseño realizado por Konstantin Jovanović en 1891, una variante del diseño realizado por Jovan Ilkić, que ganó un concurso en 1901. La Primera Guerra Mundial retrasó su construcción, y los planes originales para la construcción se perdieron. La reconstrucción de los planos originales fue hecha por el hijo de Ilkić, Pavle. El interior fue diseñado por Nikolaj Krasnov.

## Representación
Representación según los resultados de la más reciente  elección de 2020.
|                                    |                                                       |           |       |         |       |
| Lista                              | Lista                                                 | Votos     | %     | Escaños | +/–   |
|                                    | Por Nuestros Niños (SNS–SDP–PS–PUPS–PSS–SNP–SPO–NSS)  | 1,953,998 | 63.02 | 188     | +57   |
|                                    | Partido Socialista de Serbia–Serbia Unida             | 334,333   | 10.78 | 32      | +3    |
|                                    | Alianza Patriótica Serbia                             | 123,393   | 3.98  | 11      | Nuevo |
|                                    | Por el Reino de Serbia                                | 85,888    | 2.77  | 0       | –1    |
|                                    | Ya fue suficiente                                     | 73,953    | 2.39  | 0       | –16   |
|                                    | Partido Democrático de Serbia                         | 72,085    | 2.32  | 0       | –6    |
|                                    | Alianza de Húngaros de Vojvodina                      | 71,893    | 2.32  | 9       | +3    |
|                                    | Partido Radical Serbio                                | 65,954    | 2.13  | 0       | –22   |
|                                    | Movimiento de Ciudadanos Libres                       | 50,765    | 1.64  | 0       | Nuevo |
|                                    | Partido Serbio de Patronos                            | 45,950    | 1.48  | 0       | 0     |
|                                    | Salud para la Victoria (ZS–BS)                        | 33,435    | 1.08  | 0       | Nuevo |
|                                    | Directamente (SPP–DPM)                                | 32,170    | 1.04  | 4       | +2    |
|                                    | Serbia Democrática Unida (S21–SMS–GDF–LSV–VP–DSHV–CP) | 30,591    | 0.99  | 0       | –11   |
|                                    | Alternativa Democrática Albanesa                      | 26,437    | 0.85  | 3       | +2    |
|                                    | Partido de Acción Democrática de Sandžak              | 24,676    | 0.80  | 3       | +1    |
|                                    | Leviatán                                              | 22,691    | 0.73  | 0       | Nuevo |
|                                    | 1 de 5 millones                                       | 20,265    | 0.65  | 0       | Nuevo |
|                                    | Coalición por la Paz                                  | 10,158    | 0.33  | 0       | –4    |
|                                    | Bloque Popular (NS–NSP)                               | 7,873     | 0.25  | 0       | –5    |
|                                    | Que caigan las máscaras (ZS–NS)                       | 7,805     | 0.25  | 0       | –2    |
|                                    | Partido Ruso                                          | 6,295     | 0.20  | 0       | 0     |
| Votos nulos/en blanco              | Votos nulos/en blanco                                 | 118,155   | –     | –       | –     |
| Total                              | Total                                                 | 3,218,763 | 100   | 250     | 0     |
| Votantes registrados/participación | Votantes registrados/participación                    | 6,584,376 | 48.88 | –       | –     |
| Fuente: RIK                        |                                                       |           |       |         |       |